# Beatty Airport
Beatty Airport is een klein publiek vliegveld dat zich zes kilometer ten zuidwesten van Beatty bevindt, in de Amerikaanse staat Nevada. Het vliegveld is eigendom van de county waarin het vliegveld ligt, Nye County. Beatty Airport, dat zich op een perceel van 1,8 km² bevindt, heeft één landingsbaan van asfalt met een lengte van 1711 en een breedte van 18 meter. Het vliegveld beschikt niet tot de benodigdheden om vliegtuigen bij te tanken. Van halverwege 2013 tot halverwege 2014 bedroeg het aantal vliegbewegingen 1.005. In 2015 hadden zeven gemotoriseerde en drie zweefvliegtuigen Beatty Airport als thuishaven.
Het vliegveld werd geopend in april 1952.